# Juka and the Monophonic Menace
Juka and the Monophonic Menace	 est un jeu vidéo de type action-RPG développé par Orbital Media et édité par Zoo Digital Publishing, sorti en 2005 sur Game Boy Advance.

## Accueil
- GameSpot : 6,3/10[1]
- IGN : 8/10[2]